# Triclorofluorometan
Triclorfluormetanul sau triclorofluorometanul, (denumit și freon-11, CFC-11 sau R-11), este un compus chimic sub formă de clorofluorocarbură. Este un lichid incolor, slab, eteric și mirositor, care se fierbe în jurul temperaturii camerei.

## Utilizări
A fost primul agent frigorific utilizat pe scară largă. Datorită punctului său de fierbere ridicat (comparativ cu majoritatea agenților frigorifici), acesta poate fi utilizat în sisteme cu o presiune de funcționare scăzută, ceea ce face ca proiectarea mecanică a acestor sisteme să fie mai puțin solicitantă decât cea a agenților frigorifici de înaltă presiune R-12 sau R-22.
R-11 are un potențial de epuizare a ozonului de 1,0, iar producția din SUA a fost încheiată la 1 ianuarie 1996.
Înainte de cunoașterea potențialului de epuizare a clorului în refrigeranți și a altor posibile efecte dăunătoare asupra mediului, triclorfluormetanul a fost uneori folosit ca agent de curățare sau clătire pentru sistemele sub presiune scăzută.